# زاوية الجدامي
قرية زاوية الجدامي هي إحدى القرى التابعة لمركز مغاغة بمحافظة المنيا في جمهورية مصر العربية. حسب إحصاءات سنة 2006، بلغ إجمالي السكان في زاوية الجدامي 8462 نسمة، منهم 4600 رجل و3862 امرأة.